# Keissleriella gallica
Keissleriella gallica är en svampart som först beskrevs av E. Müll., och fick sitt nu gällande namn av S.K. Bose 1961. Keissleriella gallica ingår i släktet Keissleriella och familjen Massarinaceae.   Inga underarter finns listade i Catalogue of Life.